# Krepidóma

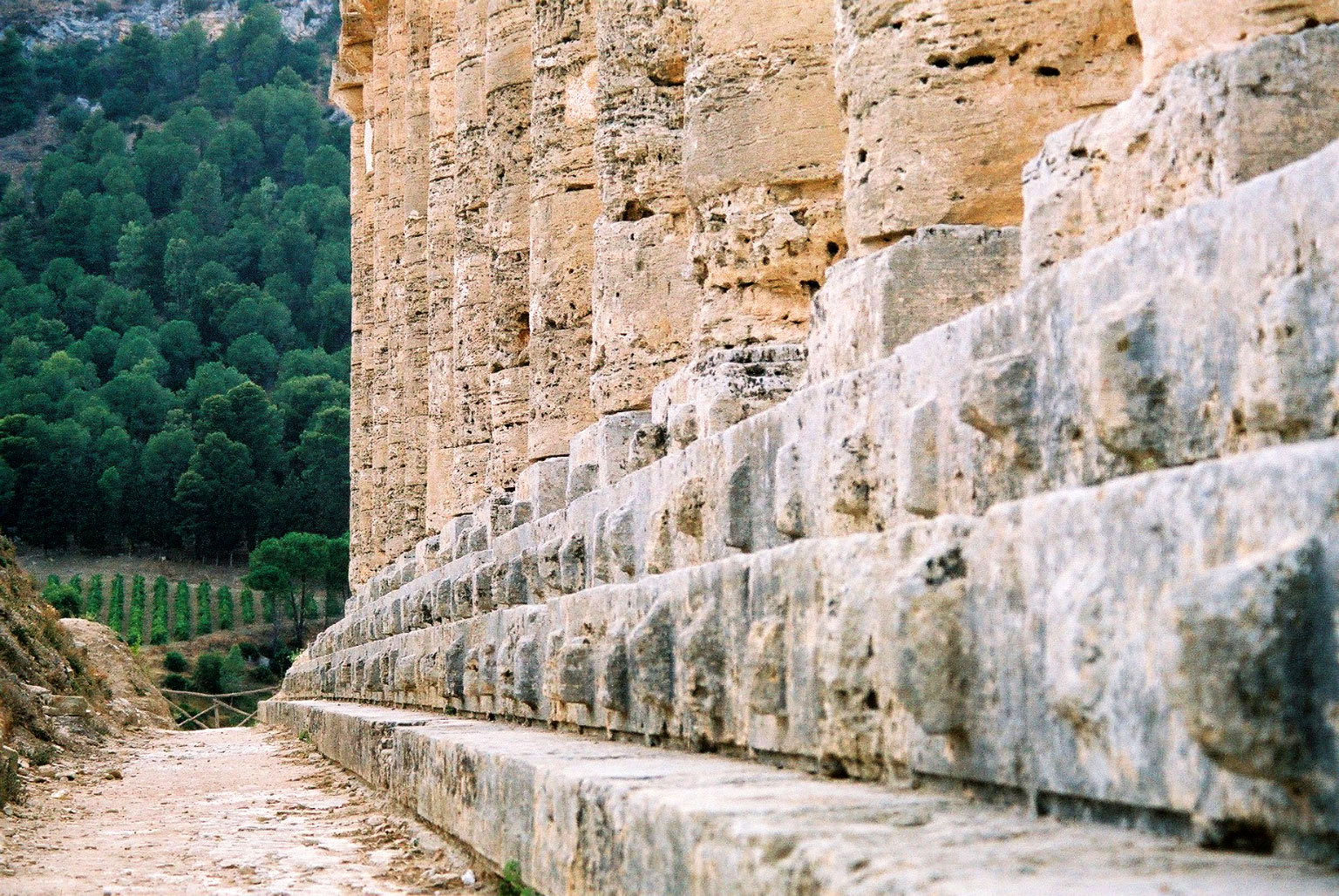
Három lépcsős krepidóma, sztülobatésszel legfelül a segestai dór templomban

A krepidóma az ókori görög templomok kiemelkedő alapja, egy többlépcsős építmény. A krepidóma legfelső síkja a sztülobatész, az alsó szintek összefoglaló neve sztereobatész.